# Душе
Душе (пол. Dusze) — село в Польщі, у гміні Радзілув Ґраєвського повіту Підляського воєводства.
Населення — 14 осіб (2011).
У 1975-1998 роках село належало до Ломжинського воєводства.

## Демографія
Демографічна структура станом на 31 березня 2011 року:
|          | Загалом | Допрацездатний вік | Працездатний вік | Постпрацездатний вік |
| -------- | ------- | ------------------ | ---------------- | -------------------- |
| Чоловіки | 9       | 2                  | 5                | 2                    |
| Жінки    | 5       | 0                  | 4                | 1                    |
| Разом    | 14      | 2                  | 9                | 3                    |